# Johann Friedrich Dieffenbach
Johann Friedrich Dieffenbach (Königsberg, 1º febbraio 1792 – Berlino, 11 novembre 1847) è stato un chirurgo tedesco.

## Biografia
Dieffenbach si specializzò in trapianti di pelle e chirurgia plastica. Le sue opere su rinoplastica e chirurgia maxillo-facciale crearono molte delle attuali tecniche di chirurgia ricostruttiva. Tra i suoi sforzi si trovano operazioni sottocutanee come la tenotomia, la divisione chirurgica di un tendine. Prima della scoperta del gruppo sanguigno, il dottor Dieffenbach studiò la trasfusione, sulla quale pubblicò Die Transfusion des Blutes und die Infusion der Arzneien in die Blutgefässe (1828). Nel 1839 operò con successo la prima miotomia per il trattamento dello strabismo su un ragazzo di sette anni con esotropia.
All'inizio J.F. Dieffenbach studiava teologia presso le università di Rostock e Greifswald, e medicina alla Albertina university di Königsberg. Tra il 1813 ed il 1815 si arruolò volontario nelle Befreiungskriege (guerre napoleoniche) come Jäger (cacciatore). Nel 1818 partecipò alla politica studentesca a Jena, e per questo fu costretto ad abbandonare Königsberg nel 1820. Nel 1822 divenne dottore in medicina a Würzburg, e lavorò come chirurgo a Berlino. Nel 1824 sposò Johanna Motherby. Nel 1832 divenne professore presso l'università di Berlino, e nel 1840 divenne primario dell'Istituto Clinico di Chirurgia presso l'Ospedale universitario della Charité. Dopo la morte avvenuta nel 1847, Bernhard von Langenbeck (1810–1887) sostituì Dieffenbach nel ruolo di primario di chirurgia.

## Medaglia Dieffenbach
La Vereinigung der Deutschen Plastischen Chirurgen (Associazione dei chirurghi plastici tedeschi) assegna la medaglia Dieffenbach Medal creata dall'artista Fritz Becker. Fu assegnata la prima volta nel 1989 durante la ventesima riunione.